# Erioptera aletschina
Erioptera aletschina är en tvåvingeart som beskrevs av Jaroslav Stary 1997. Erioptera aletschina ingår i släktet Erioptera och familjen småharkrankar. Inga underarter finns listade i Catalogue of Life.